# Чирнянка
Чирнянка (пол. Czyrnianka, Czyrnawka) — гірська річка в Польщі, у Горлицькому повіті Малопольського воєводства на Лемківщині. Ліва притока Білої, (басейн Балтійського моря).

## Опис
Довжина річки 6 км, найкоротша відстань між витоком і гирлом — 3,68  км, коефіцієнт звивистості річки — 1,63 . Формується притоками, безіменними струмками та частково каналізована. Тече в південно-східній частині Низьких Бескидів.

## Розташування
Бере початок на південно-західних схилах безіменної гори (655,7 м.) на висоті близько 580 м над рівнем моря (гміна Криниця-Здруй). Спочатку тече переважно на північний захід через село Чирну, далі повертає на північний схід і на висоті близько 460 м над рівнем моря впадає у річку Білу, праву притоку Дунайця.

## Притоки
- Потік Студзений (ліва).

## Цікаві факти
- На верхів'ї річки розташовані Ранчо Чирна[3] та Майданчик огляду на туристичному велосипедному шляху.[4]